# Артишта (Біловський округ)
Артишта́ (рос. Артишта) — село у складі Біловського округу Кемеровської області, Росія.

## Населення
Населення — 263 особи (2010; 315 у 2002).
Національний склад (станом на 2002 рік):
- росіяни — 88 %